# 91. pehotna divizija (Avstro-Ogrska)
91. pehotna divizija (izvirno nemško 91. Infanterie-Division oz. nemško 91. Infanterietruppendivision) je bila pehotna divizija avstro-ogrske kopenske vojske, ki je bila aktivna med prvo svetovno vojno.

## Poveljstvo
Poveljniki 
- Oskar Guseck von Glankirchen: maj 1915
- Ludwig Koennen-Horák von Höhenkampf: maj - november 1915